# Jochbogen

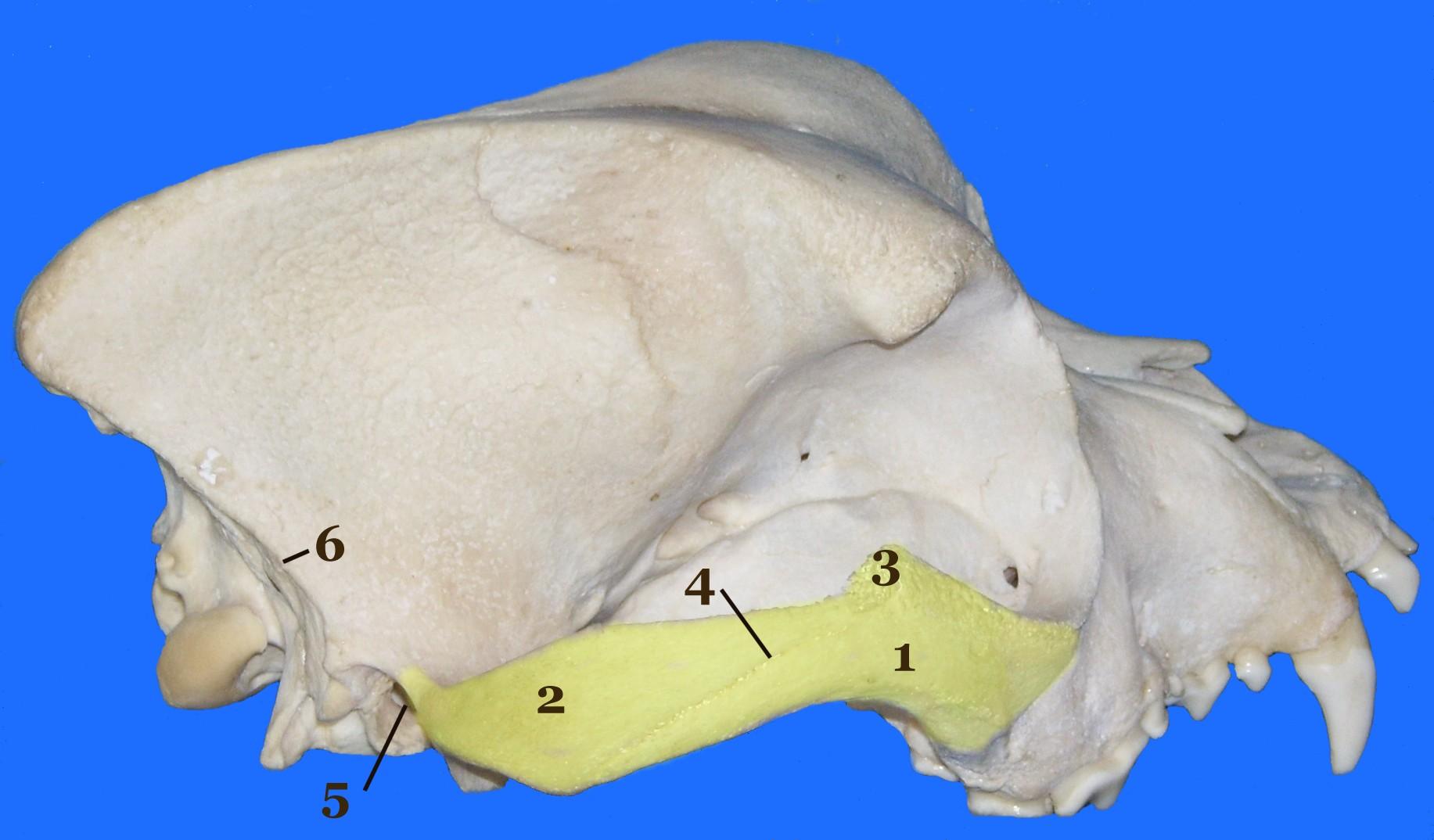
Jochbogen (gelb markiert) eines Hundes (Deutscher Boxer). 1 Schläfenbeinfortsatz, 2 Jochbeinfortsatz, 3 Stirnfortsatz, 4 Naht zwischen 1 und 2, 5 äußerer Gehörgang, 6 Crista supramastoidea

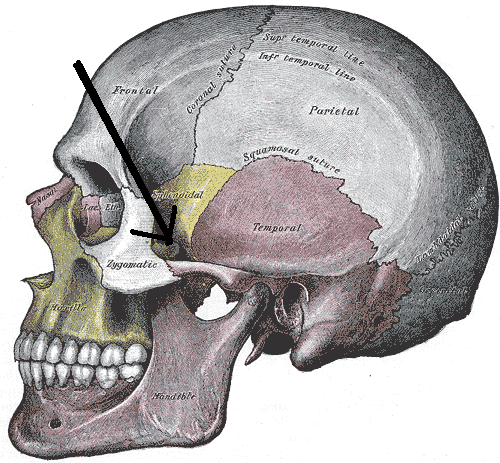
Beim Menschen ist der Jochbogen vergleichsweise wenig ausgebildet

Der Jochbogen (lat. Arcus zygomaticus) ist eine kräftige knöcherne Leiste des Schädels bei Säugetieren. Er beginnt unterhalb der Augenhöhle und zieht horizontal in Richtung Ohr. Der Jochbogen ist gut durch die Haut tastbar.
Der Jochbogen setzt sich aus zwei Knochenfortsätzen zusammen. Der Schläfenbeinfortsatz des Jochbeins (Processus temporalis ossis zygomatici) bildet den vorderen Abschnitt, der Jochbeinfortsatz des Schläfenbeins (Processus zygomaticus ossis temporalis) den hinteren. Beide Fortsätze sind durch eine schräge Knochennaht miteinander verbunden. Oberhalb des äußeren Gehörgangs setzt sich der Jochbogen in eine seichte Knochenleiste (Crista supramastoidea) auf der Schläfenbeinschuppe fort. Vom Schläfenbeinfortsatz zieht etwa rechtwinklig noch der Stirnfortsatz des Jochbeins (Processus frontalis ossis zygomatici) nach oben, der die Augenhöhle hinten begrenzt. Bei Raubtieren ist dieser Fortsatz nur sehr kurz und vereinigt sich nicht mit dem Jochbeinfortsatz des Stirnbeins (Processus zygomaticus ossis frontalis).
Der Jochbogen begrenzt seitlich und unten die Schläfengrube (Fossa temporalis). Sein oberer Rand dient dem Ansatz der Faszie der Schläfengegend (Fascia temporalis), der untere Rand dient dem Ursprung des Musculus masseter, des wichtigsten Kaumuskels.